# Station Sainte-Cécile
Station Sainte-Cécile is een voormalig spoorwegstation aan spoorlijn 163A in Sainte-Cécile, een deelgemeente van de Belgische gemeente Florenville. Het station met telegrafische code GCE opende op 25 augustus 1914 en sloot voor reizigers op 01 februari 1959 en voor goederen op 26 maart 1969. Het station was ook een begin- en eindpunt van de buurtspoorlijn 558 in de Gaume van het voormalige graafschap Chiny via station Florenville aan spoorlijn 165 naar station Marbehan aan spoorlijn 162 en spoorlijn 155.
1,9: Orgéo-Gribomont ·
5,5: Orgéo-Ardoisières ·
9,4: Cugnon-Mortehan ·
12,5: Herbeumont ·
18,4: Sainte-Cécile ·
24,6: Muno